# North East Derbyshire (circonscription britannique)

Carte de la circonscription de North East Derbyshire, dans les limites du Derbyshire.

La circonscription de North East Derbyshire est une circonscription située dans le Derbyshire et représentée à la Chambre des communes du Parlement britannique.